# محمدعلی خان تبریز
محمدعلی خان تبریز (انگلیسی: Mohammad-Ali Khan of Tabriz) یک مقام رسمی دودمان صفویان در اوایل سده‌ی هجدهم است که از ۱۷۱۹ تا ۱۷۲۰ حاکم (بگلربگ) آذربایجان بود. او که به‌عنوان یک «حاکم ستم‌گر» توصیف می‌شود، در طول سال‌های آشوب دولت صفوی خدمت می‌کرد، که این دولت در حال زوال و فروپاشی بود. او در اوایل ۱۷۱۹ به‌دنبال شورشی در ولایت تحت امرش ناگزیر از فرار گردید. پس از این واقعه، گفته می‌شود حکومت مرکزی در اصفهان با تحمیل جریمه‌ای سنگین بر تبریز (مرکز ولایت) و دستور به‌ساکنان به‌تبعیت از مقامات محلی به‌این موضوع واکنش نشان داد.